# Lucia Duras
Lucia Ivona Duras, född den 13 december 2004, är en svensk fotbollsspelare, som spelar som mittfältare, och som representerar Djurgårdens IF.

## Biografi
Duras började spela fotboll i Eskilstuna United DFF där hon spelade ända tills hon 2024 flyttade till Djurgådens IF. År 2022 debuterade hon i damallsvenskan med Eskilstuna. Hon har även representerat svenska damlandslaget på U19-nivå.